# Guwahati
Guwahati, soms ook Gauhati (Assamees: গুৱাহাটী, Bengaals: গৌহাটি) is de grootste stad van de Indiase staat Assam, in het noordoosten van India. De stad is gelegen in het district Kamrup Metropolitan en heeft 808.021 inwoners (). De plaats Dispur, ongeveer 10 km ten zuiden van de binnenstad, is een deel van de gemeente Guwahati en fungeert als hoofdstad van de staat Assam.
Guwahati ligt aan de rivier de Brahmaputra. Twee van de belangrijkste wegen van het Asian Highwayproject lopen langs de stad. De AH1, die van Japan naar Turkije loopt, en de AH2, die van Indonesië naar Iran loopt, passeren beide Guwahati.
De naam Guwahati is afgeleid van twee Assamese woorden. "guwa" betekent Betelnoot, "haat" betekent marktplaats.

## Bezienswaardigheden

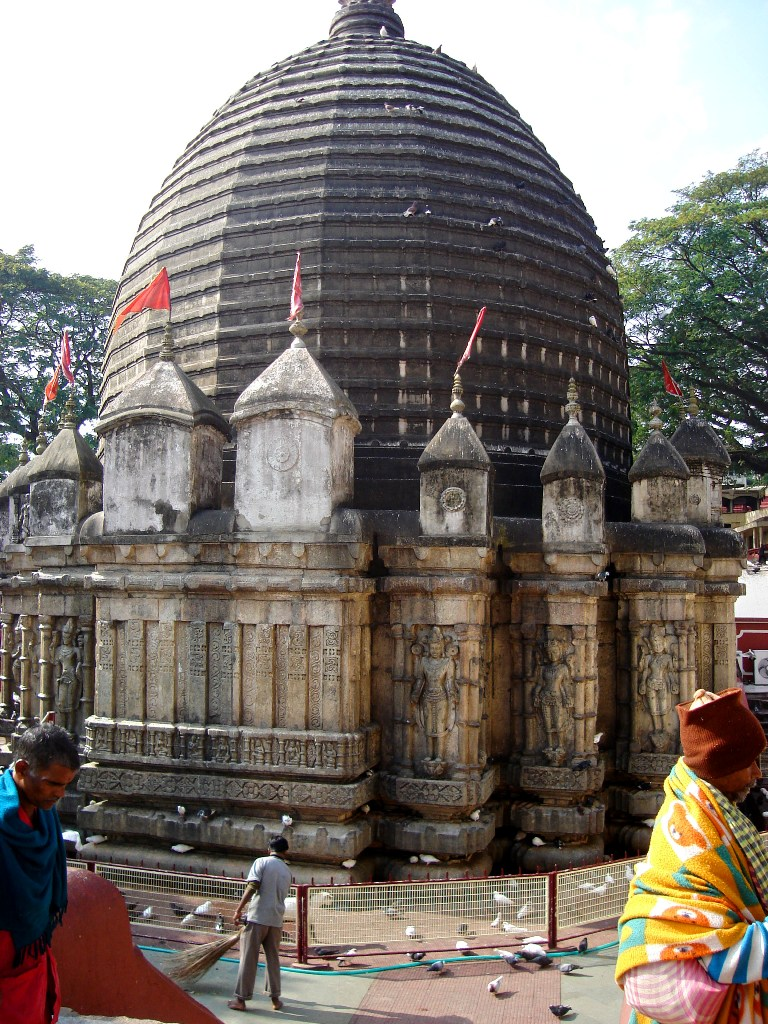
De Garbhagriha van de Kamakhya tempel

- Kamakhya tempel

## Geboren
- Indira Goswami (1942-2011), Assamees schrijfster
- Somdev Devvarman (1985), tennisser
- Jayanta Talukdar (1986), boogschutter
- Chandha Janssen (1988), Sociaal weldoener